# 无盖蹄盖蕨
无盖蹄盖蕨（学名：Athyrium exindusiatum）为蹄盖蕨科蹄盖蕨属下的一个种。

## 扩展阅读
- 維基物種上的相關：无盖蹄盖蕨